# Chlorid germaničitý
Chlorid germaničitý, GeCl4, je anorganická sloučenina germania a chloru. Je to bezbarvá, dýmavá kapalina s kyselým zápachem. Používá se jako prekurzor pří výrobě čistého germania. Nachází také využití při výrobě optických vláken.

## Výroba
Většina germania se získává z popílků vzniklých při zpracování rud zinku a mědi, ale také při spalování uhlí.
Chlorid germaničitý lze připravit rozpouštěním oxidu germaničitého v koncentrované kyselině chlorovodíkové a následnou frakční destilací. Přečištěný GeCl4 můžeme následně hydrolyzovat a získat velmi čistý GeO2.
Přípravu je možné provést i klasicky, reakcí kovového germania s chlorem za zvýšené teploty.

## Využití
Chlorid germaničitý je důležitým prekurzorem pro přípravu organokovových sloučenin germania, ale z ekologických důvodů je snaha využívat syntetické metody neobsahující chlor.

### Optická vlákna
Díky možnosti snadné přeměny chloridu germaničitého na oxid se využívá při výrobě optických vláken. Směs chloridu křemičitého a germaničitého je zaváděna do vyhřáté skleněné formy, kde dochází k jejich oxidaci za vzniku skelné směsi. Oxid germaničitý má vysoký index lomu, takže lze obsahem chloridu germaničitého cíleně nastavit index lomu vznikajícího optického vlákna. Koncentrace oxidu germaničitého je zpravidla okolo čtyř procent.